# Búzás Andor
Buzás Andor (Kővágószőlős, 1938. március 20. – Budapest, 2005. július 9.) magyar újságíró. Felesége Lányi Piroska volt.

## Életpályája
Szülei Buzás Ferenc és Izsa Ilona voltak. 1956–1957 között az ELTE BTK magyar–francia szakán kezdte meg tanulmányait, amit 1959–1963 között fejezett be (1957-ben politikai okokból kizárták az egyetemről). 1962–1963 között elvégezte a MÚOSZ Újságíró Iskolát. 1963–1997 között a Falurádió szerkesztője volt. 1997-ben nyugdíjba vonult.

## Művei
- Tengercseppnyi falu (2005)

A gyűjteményes kötet a Rózsa Ferenc- és Magyar Lajos-díjas publicistának, a Magyar Rádió Aranytollal kitüntetett volt munkatársának, a Falurádió volt szerkesztőjének közel száz, mély humanizmusról tanúskodó írását adja közre. Buzás Andor kötődése a hazai tájhoz, a vidékhez, a föld közelében élő és abból megélni próbáló emberekhez pályája kezdetétől elvitathatatlan. E világot egyedülálló módon jelenítette meg rádiós publicisztikáiban, amelyek különleges orgánumuk miatt mással össze nem téveszthetővé tették. (...) Eredeti hangvételű írásai nemcsak a hazai sajtónak, hanem a magyar irodalomnak is méltó részét képezik, stílusban és mondandóban egyaránt.

## Díjai, elismerései
- Rózsa Ferenc-díj (1979)
- SZOT-díj (1984)
- Magyar Lajos-díj (1995)
- MSZOSZ-díj (1996)
- Aranytoll (2004)[3]